# Ace Combat: Assault Horizon Legacy
Ace Combat: Assault Horizon Legacy (японская версия имеет название Ace Combat 3D: Cross Rumble) — аркадный авиасимулятор для Nintendo 3DS, разработанный Project Aces и изданный Namco Bandai Games. Несмотря на название, игра не имеет отношения к Assault Horizon и его вселенной вообще, являясь ремейком Ace Combat 2.

## Сюжет
Действие игры происходит в вымышленной вселенной Ace Combat, через 2 года после окончания Белканской войны и за 2 года до падения главного фрагмента астероида Улисс.
В главном городе Усеи Сент-Арк происходит военный переворот, связанный с недовольством солдат подписанием союза между южными государствами Усеи и Осейской Федерацией. 
Вскоре мятеж распространился по всей территории Усеи. 
Для борьбы с ним было отправлено специальное авиационное подразделение - 92-я специальная тактическая эскадрилья «Scarface», созданная Военно-воздушными силами Усеи и Союза Юктобанских Республик. 
Протагонистом является командир этой эскадрильи с позывным Scarface One.

## Отличия от Ace Combat 2
Основные изменения заключаются в современной графике (с поддержкой стереорежима) и переделке управления под Nintendo 3DS (например, на сенсорном дисплее отображается миникарта, информация о счёте, состоянии самолёта и боекомплекте, переговоры союзных и вражеских лётчиков, на основном не показываемые совсем). Количество миссий уменьшилось (23 против 30), но они все доступны в ходе одного прохождения (в Ace Combat 2 за раз можно было пройти только 21 миссию). Появилась возможность смены раскраски самолётов, арсенал их пополнился F-2, Су-37, Су-47 и Су-57.

## Отзывы
| Сводный рейтинг    | Сводный рейтинг           |
| Агрегатор          | Оценка                    |
| ------------------ | ------------------------- |
| GameRankings       | 72,28 % 63,94 % (Legacy+) |
| Metacritic         | 71/100                    |
| Иноязычные издания |                           |
| Издание            | Оценка                    |
| IGN                | 8,0/10                    |
| Nintendo Power     | 7,5/10                    |